# Neuviller-lès-Badonviller
Neuviller-lès-Badonviller és un municipi francès situat al departament de Meurthe i Mosel·la i a la regió del Gran Est. L'any 2007 tenia 90 habitants.

## Demografia

### Població
El 2007 la població de fet de Neuviller-lès-Badonviller era de 90 persones. Hi havia 32 famílies, de les quals 4 eren unipersonals (4 homes vivint sols), 16 parelles sense fills i 12 parelles amb fills.
La població ha evolucionat segons el següent gràfic:
Habitants censats

### Habitatges
El 2007 hi havia 40 habitatges, 33 eren l'habitatge principal de la família i 7 eren segones residències. 38 eren cases i 2 eren apartaments. Dels 33 habitatges principals, 27 estaven ocupats pels seus propietaris i 6 estaven llogats i ocupats pels llogaters; 1 tenia dues cambres, 2 en tenien quatre i 30 en tenien cinc o més. 25 habitatges disposaven pel capbaix d'una plaça de pàrquing. A 14 habitatges hi havia un automòbil i a 18 n'hi havia dos o més.

### Piràmide de població
La piràmide de població per edats i sexe el 2009 era:
| Homes | Edats   | Dones |
| ----- | ------- | ----- |
| 0     | 95 o +  | 0     |
| 4     | 90 a 94 | 0     |
| 0     | 85 a 89 | 0     |
| 0     | 80 a 84 | 0     |
| 0     | 75 a 79 | 0     |
| 4     | 70 a 74 | 4     |
| 4     | 65 a 69 | 4     |
| 4     | 60 a 64 | 0     |
| 0     | 55 a 59 | 4     |
| 0     | 50 a 54 | 0     |
| 4     | 45 a 49 | 0     |
| 4     | 40 a 44 | 8     |
| 4     | 35 a 39 | 8     |
| 8     | 30 a 34 | 0     |
| 0     | 25 a 29 | 0     |
| 0     | 20 a 24 | 4     |
| 0     | 15 a 19 | 8     |
| 12    | 10 a 14 | 4     |
| 4     | 5 a 9   | 0     |
| 0     | 0 a 4   | 8     |

## Economia
El 2007 la població en edat de treballar era de 50 persones, 34 eren actives i 16 eren inactives. De les 34 persones actives 30 estaven ocupades (17 homes i 13 dones) i 4 estaven aturades (2 homes i 2 dones). De les 16 persones inactives 6 estaven jubilades, 4 estaven estudiant i 6 estaven classificades com a «altres inactius».
Activitats econòmiques
Dels 3  establiments que hi havia el 2007, 1 era d'una empresa de construcció, 1 d'una empresa immobiliària i 1 d'una empresa classificada com a «altres activitats de serveis».
L'únic servei als particulars que hi havia el 2009 era una perruqueria.
L'any 2000 a Neuviller-lès-Badonviller hi havia 4 explotacions agrícoles.

## Poblacions més properes
El següent diagrama mostra les poblacions més properes.